# Cheryl Pounder
Cheryl Pounder (* 21. Juni 1976 in Montreal, Québec) ist eine ehemalige kanadische Eishockeyspielerin, die über viele Jahre für die Batrice Aeros in der originären National Women’s Hockey League (NWHL) sowie deren Nachfolgeverein Mississauga Chiefs in der Canadian Women’s Hockey League (CWHL) aktiv war. Zudem gewann sie zwischen 1994 und 2007 zwei olympische Goldmedaillen sowie sechs Weltmeistertitel mit der kanadischen Frauen-Nationalmannschaft.

## Karriere
Cheryl Pounder wurde in Montreal geboren, wuchs jedoch in Mississauga auf. Ihre Großmutter Dora Wimmer war eine semi-professionelle Baseballspielerin, ihr Großvater Phil Wimmer war lange im Management der Canadiens de Montréal beschäftigt.
Pounder spielte als Kind zunächst Baseball, später Streethockey mit ihren Brüdern und erlernte das Eishockeyspiel in der Mississauga Girls Hockey League der Ontario Womens Hockey Association. 1992 vertrat sie Kanada bei der Rollhockey-Weltmeisterschaft und gewann die Goldmedaille.
1993 nahm sie mit dem Team Ontario an der ersten nationalen U18-Frauen-Meisterschaft in Quebec teil, führte das Team als Kapitän aufs Eis und gewann den Wettbewerb. Ein Jahr später war sie mit 17 Jahren die jüngste Teilnehmerin des kanadischen Teams bei der Weltmeisterschaft 2004, wo sie ihre erste Goldmedaille gewann. Zwischen 1995 und 1995 studierte Pounder an der Wilfrid Laurier University (WLU) Bewegungs- und Sportwissenschaft und spielte parallel für das Eishockeyteam der Universität, die Golden Hawks.

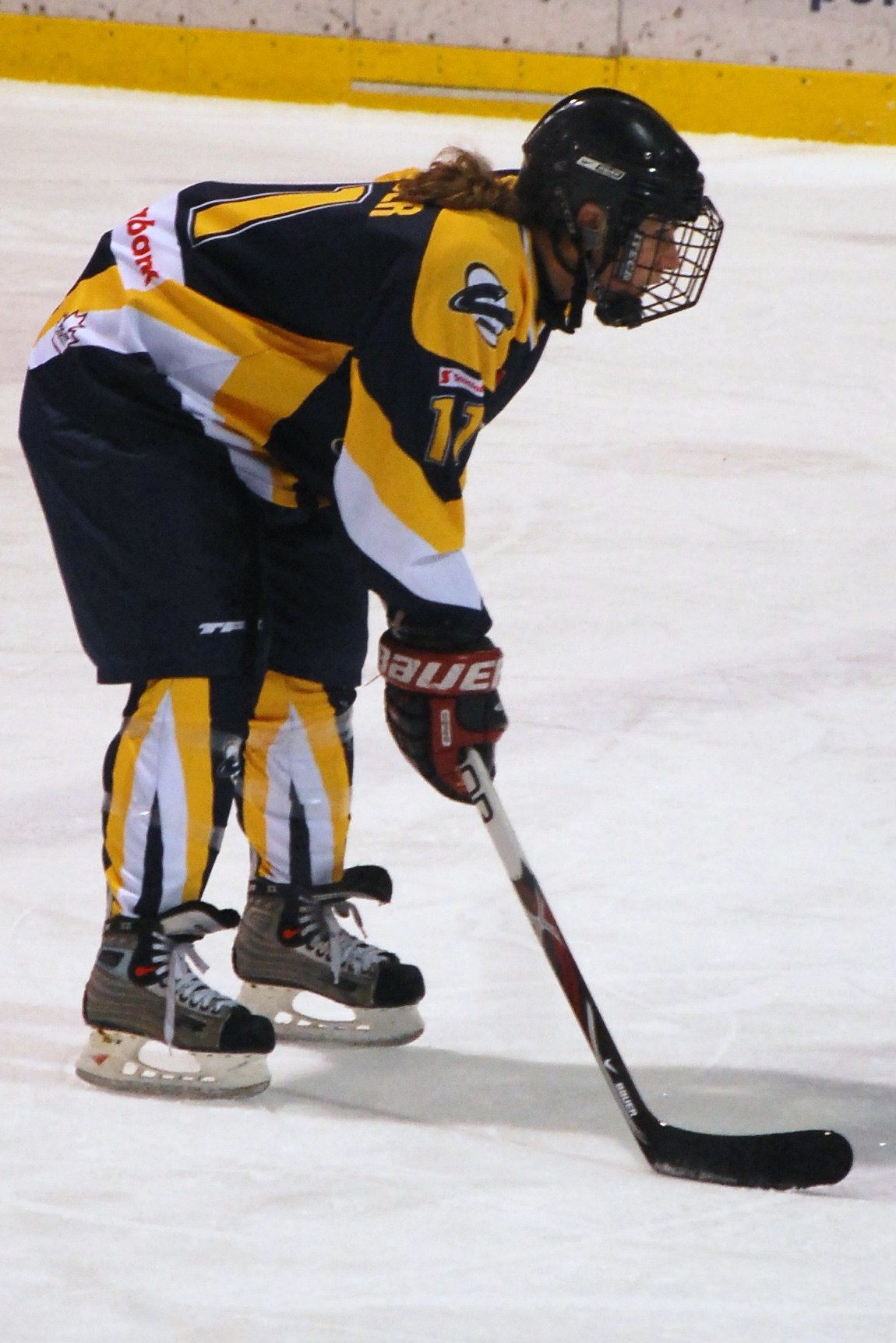
Cheryl Pounder (2009)

Nach ihrem Universitätsabschluss spielte Pounder ab 1999 für die Beatrice Aeros in der National Women’s Hockey League und gewann mit diesen 2000, 2004 und 2005 den NWHL Champions Cup. Mit den Beatrice/Toronto Aeros (später Mississauga Chiefs) nahm sie als Vertretung der Provinz Ontario regelmäßig an den Esso Women’s Nationals, der kanadischen Amateurmeisterschaft der Frauen, teil und gewann diesen Wettbewerb 2000, 2004, 2005 und 2008. 2005 wurde sie in das All-Star-Team der Weltmeisterschaft berufen und als Most Valuable Player bei den Esso Women’s Nationals ausgezeichnet. Zudem erhielt sie 2002 die Auszeichnung als beste Verteidigerin der kanadischen Amateurmeisterschaft.
Während der Saison 2004/05 arbeitete sie als Assistenztrainerin des Eishockeyteams der WLU.
2006 zog das Team der Aeros nach Mississauga um und wurde nach Auflösung der NWHL 2007 in die neu gegründete Canadian Women’s Hockey League (CWHL) aufgenommen. Dabei kam es zur Fusion der Aeros mit den Oakville Ice, wobei das Team als Mississauga Chiefs angemeldet wurde. Cheryl Pounder setzte jedoch zunächst vom Spielbetrieb aus und gebar im Januar 2008 ihre erste Tochter. Nach der Geburt kehrte sie zu den Playoffs der Saison 2007/08 für zwei Spiele in den Kader der Chiefs zurück. Nach der Saison 2008/09 beendete sie ihre Karriere.
Seit ihrem Karriereende arbeitet sie als Motivationsredner, organisiert Eishockey-Camps für Mädchen, hatte eine Kolumne auf der Website von Hockey Canada und war Eishockey-Kommentatorin der CBC bei den Olympischen Winterspielen 2014 und 2018.

### International
Für Kanada nahm Pounder an den Weltmeisterschaften 1994, 1999, 2000, 2001, 2004, 2005 und 2007 teil. Dabei gewann sie insgesamt sechs Gold- und eine Silbermedaille. Zudem stand sie im Aufgebot ihres Landes bei den Olympischen Winterspielen 2002 in Salt Lake City und 2006 in Turin. Bei beiden Teilnahmen gewann sie eine olympische Goldmedaille.

## Erfolge und Auszeichnungen
| - 2000 NWHL-Champion mit den Beatrice Aeros - 2000 Kanadischer Amateurmeister mit dem Team Ontario - 2001 NWHL-Champion mit den Beatrice Aeros - 2002 NWHL-Champion mit den Beatrice Aeros - 2004 Kanadischer Amateurmeister mit dem Team Ontario | - 2005 NWHL-Champion mit den Beatrice Aeros - 2005 Kanadischer Amateurmeister mit dem Team Ontario, MVP des Turniers - 2008 Kanadischer Amateurmeister mit dem Team Ontario - 2009 First All-Star-Team der CWHL |

### International
| - 1994 Goldmedaille bei der Weltmeisterschaft - 1999 Goldmedaille bei der Weltmeisterschaft - 2000 Goldmedaille bei der Weltmeisterschaft - 2001 Goldmedaille bei der Weltmeisterschaft - 2002 Goldmedaille bei den Olympischen Winterspielen | - 2004 Goldmedaille bei der Weltmeisterschaft - 2005 Silbermedaille bei der Weltmeisterschaft - 2005 All-Star-Team der Weltmeisterschaft - 2006 Goldmedaille bei den Olympischen Winterspielen - 2007 Goldmedaille bei der Weltmeisterschaft |

## Karrierestatistik
(Legende zur Spielerstatistik: Sp oder GP = absolvierte Spiele; T oder G = erzielte Tore; V oder A = erzielte Assists; Pkt oder Pts = erzielte Scorerpunkte; SM oder PIM = erhaltene Strafminuten; +/− = Plus/Minus-Bilanz; PP = erzielte Überzahltore; SH = erzielte Unterzahltore; GW = erzielte Siegtore; 1 Play-downs/Relegation; Kursiv: Statistik nicht vollständig)

### International
Vertrat Kanada bei:
| - Weltmeisterschaft 1994 - Weltmeisterschaft 1999 - Weltmeisterschaft 2000 - Weltmeisterschaft 2001 - Olympischen Winterspielen 2002 | - Weltmeisterschaft 2004 - Weltmeisterschaft 2005 - Olympischen Winterspielen 2006 - Weltmeisterschaft 2007 |